# Goddammit
Goddammit är ett album av Alkaline Trio, utgivet 1998 på Asian Man Records som gruppens första fullängdsalbum.

## Låtlista
1. "Cringe" - 2:23
2. "Cop" - 2:18
3. "San Francisco" - 3:52
4. "Nose Over Tail" - 2:37
5. "As You Were" - 2:11
6. "Enjoy Your Day" 2:17
7. "Clavicle" - 2:28
8. "My Little Needle" - 3:01
9. "Southern Rock" - 3:05
10. "Message From Kathlene" - 3:22
11. "Trouble Breathing" - 3:55
12. "Sorry About That" - 3:21